# Eizaburō Nomura
Eizaburō Nomura (野村 栄三郎, Nomura Eizaburō) est un explorateur japonais de l'Asie Centrale. Il effectue deux voyages en Asie centrale entre 1902 et 1910, tous deux financés par le comte Kōzui Ōtani. Bien qu'il voyage en tant que secrétaire du temple bouddhiste d'Ōtani à Kyoto, il est suspecté, à juste titre, par les services secrets russe et britannique d'appartenir à l'armée impériale japonaise.

## Source de la traduction
- (en) Cet article est partiellement ou en totalité issu de l’article de Wikipédia en anglais intitulé « Eizaburo Nomura » (voir la liste des auteurs).